# Medizinische Universität Innsbruck
De Medizinische Universität Innsbruck is sinds 1 januari 2004 een zelfstandige universiteit in Innsbruck in de Oostenrijkse deelstaat Tirol. Tot die tijd was de universiteit als Faculteit der Geneeskunde verbonden aan de Leopold-Franzens-Universität, die in 1669 werd opgericht. In 1869 werd de medische faculteit aan deze Universiteit van Innsbruck opnieuw geopend. Momenteel wordt erover gediscuteerd de zelfstandigheid terug te draaien
De medische universiteit van Innsbruck is bekend op het gebied van de transplantatiegeneeskunde, van de biowetenschappen en de farmacologie.